# Exoryza
Exoryza – rodzaj błonkówek z rodziny męczelkowatych. Gatunkiem typowym jest Exoryza Schoenobii.

## Zasięg występowania
cały świat z wyjątkiem Australazji (choć ich brak tamże jest prawdopodobnie spowodowany brakiem danych)..

## Biologia i ekologia
Żywicielami przedstawicieli tego rodzaju są motyle z rodzin  skośnikowatych, wachlarzykowatych, Choreutidae i Depressariidae.

## Znaczenie dla człowieka
Przynajmniej jeden gatunek ma znaczenie w kontroli biologicznej w uprawie ryżu w Azji.

## Systematyka
Odrębność Exoryza od rodzaju Dolichogenidea bywa kwestionowana.
Do rodzaju zaliczanych jest 15 opisanych gatunków:
- Exoryza asotae (Watanabe, 1932)
- Exoryza belippicola (Liu & You, 1988)
- Exoryza hylas (Wilkinson, 1932)
- Exoryza mariabustosae Fernandez-Triana, 2016
- Exoryza megagaster (de Saeger, 1944)
- Exoryza minnesota Mason, 1981
- Exoryza monocavus Valerio & Whitfield, 2004
- Exoryza oryzae (Walker, 1994)
- Exoryza reticarina Song & Chen, 2003
- Exoryza richardashleyi Fernandez-Triana, 2016
- Exoryza ritaashleyae Fernandez-Triana, 2016
- Exoryza rosamatarritae Fernandez-Triana, 2016
- Exoryza safranum Rousse & Gupta, 2013
- Exoryza schoenobii (Wilkinson, 1932)
- Exoryza yeimycedenoae Fernandez-Triana, 2016